# Flutura w mojej kabinie
Flutura w mojej kabinie (tytuł oryginalny: Flutura në kabinën time) – albański film fabularny z roku 1988 w reżyserii Vladimira Priftiego, na motywach opowiadania Dritero Agolliego.

## Opis fabuły
Tom Melgushi jest kierowcą, który często zagląda do kieliszka, a jego nałóg sprawia coraz więcej problemów. Pewnego dnia do jego ciężarówki wsiada wiejska nauczycielka Flutura, która chce dojechać do szkoły. Kiedy podchmielony kierowca zaczyna ją napastować, kobieta wypada z samochodu i ulega wypadkowi.

## Obsada
- Luiza Xhuvani jako Flutura, nauczycielka biologii
- Ndriçim Xhepa jako Tom Melgushi
- Reshat Arbana jako Kola
- Tinka Kurti jako Marta
- Guljelm Radoja jako Marku
- Shpresa Bërdëllima jako Keti
- Kastriot Çaushi jako narzeczony
- Frederik Ndoci jako Leka, chłopiec na motorze
- Suela Konjari jako Eva
- Edmond Budina jako lekarz
- Miriam Bruçeti
- Violeta Sekuj
- Bardhyl Xhani
- Strazimir Zaimi

## Nagrody i wyróżnienia
Film zdobył II nagrodę na Festiwalu Filmów Albańskich w Tiranie w 1989. Za role w filmie zostali nagrodzeni także Ndricim Xhepa i Luiza Xhuvani.